# Ilirske vojne (229–168 pr. n. št.)
Ilirske vojne so bile niz vojaških spopadov leta 229 pr. n. št., 219 pr. n. št. in 168 pr. n. št., v katerih so Rimljani  opustošili ilirske naselbine in zatrli piratstvo,  zaradi katerega plovba po Jadranskem morju za italijanske trgovce ni bila varna. Med vojnami so bili trije glavni vojni pohodi: prvi proti keltsko-ilirski kraljici Tevti, drugi proti Demetriju Hvarskemu, in tretji proti ilirskemu kralju Genciju. V prvem pohodu leta 229 pr. n. št.  je rimsko vojno ladjevje prvič v zgodovini prečilo Jadransko morje.

## Vojne

### Prva ilirska vojna
V prvi ilirski vojni, ki je trajala med leti 229 in 228 pr. n. št., je Rimska republika poskušala zavarovati svoje trgovske poti preko Jadranskega morja, ki so se znatno okrepile po prvi punski vojni, ko so se številna ilirska plemena združila pod kraljico Tevto.
Uboj rimskega odposlanca Korunkanija,  ki se je zgodil na Tevtin ukaz, in napad na trgovske ladje italijanskih trgovcev, ki so bili pod rimsko zaščito, je vzpodbudil rimski senat, da je nad Ilire poslal svojo vojsko pod poveljstvom konzula Lucija Postumija Albina in Gneja Fulvija Kentumala.
Rimljani so premagali Ilire in na oblast v Iliriji postavili Demetrija Hvarskega, ki naj bi bil nekakšna protiutež Tevtine moči.

### Druga ilirska vojna
Drugo ilirsko vojno, ki je trajala od leta 220 do 219 pr. n. št., je sprožil Demetrij Hvarski v prepričanju, da so njegovi rimski suvereni prezaposleni z vojno proti Galcem v Cisalpski Galiji in pripravami na drugo punsko vojno s Kartagino.  Demetrij je zgradil novo vojno ladjevje, prekršil mirovni dogovor in z 90 ladjami odplul iz Lisa (sedanja Lezha v severni Albaniji) proti jugu. Najprej je napadel Pilos na zahodnem Peloponezu, kjer je po več poskusih zajel še 50 ladij. Z okrepljenim ladjevjem je nadaljeval pohod na Kiklade in premagal vse nasprotnike, na katere je naletel. 
Rimljani so medtem zbrali ladjevje pod poveljstvom Lucija Emilija Pavla in napadli in osvojili močno utrjeni, vendar slabo branjeni Dimale, ki je bil pomembno Demetrijevo oporišče. Rimsko ladjevje je zatem odplulo proti severu in zasedlo Hvar.Demetrij je ostal brez oporišč in je zbežal k makedonskemu kralju Filipu V., kjer je ostal do svoje smrti leta 214 pr. n. št..
Druga ilirska vojna je bila uvod prvo makedonsko vojno.

### Tretja ilirska vojna
Ilirski kralj Gencij se je leta 171 pr. n. št. pridružil Rimljanom v vojni proti Makedoncem, leta 169 pr. n. št. pa je zamenjal stran in se pridružil makedonskemu kralju Perzeju. Aretiral je dva rimska odposlanca in opustošil mesti Apolonijo in Drač v sedanji Albaniji, ki sta bili rimska zaveznika. Leta 168 pr. n. št. ga je pri Skadru porazila in ujela rimska vojska pod poveljstvom Anicija Gala Leta  167 pr. n. št. so ga kot ujetnika razkazovali v Rimu na Galovemu zmagoslavnemu sprevodu, potem pa so ga internirali v Iguviju v osrednji Italiji.

## Posledice
Leta 168 pr. n. št. je bila Ilirija po petdesetih letih občasnih vojn dokončno poražena in je postala rimska provinca. Upori so trajali še naslednjih sto let, dokler niso Rimljani po velikem ilirskem uporu leta 6-9 dokončno podjarmili še zadnja ilirska in dalmatinska plemena.  